# 1Password
1Password ist ein Online-Dienst zum Passwort-Management, entwickelt vom kanadischen Unternehmen AgileBits Inc. mit Sitz in Toronto. Die Anwendung ermöglicht es dem Anwender, seine Passwörter, Software-Lizenzen und andere sensible Informationen in einem verschlüsselten Daten-Tresor aufzubewahren, der durch ein PBKDF2-gesteuertes Master-Passwort gesichert wird (daher der Name) und auf dem Server des Unternehmens gegen eine monatliche Gebühr vorgehalten und synchronisiert wird (Webhosting). Der Daten-Tresor lässt sich über Plugin in den Browser integrieren und über eine Mobile App oder als Webanwendung im Browser benutzen.

## Funktionen
Mit 1Password lassen sich automatisch zufällige Passwörter aus bis zu 64 Zeichen und Sonderzeichen generieren. Aus der Webanwendung heraus können die gespeicherten Benutzernamen und Kennwörter beim Login in eine Webseite durch Kopieren und Einfügen eingetragen werden. Die Browser-Erweiterung merkt sich die Login-Daten für Webseiten und Online-Dienste und füllt bei der Anmeldung die Anmeldemaske automatisch aus. Hierzu sind allerdings Administratorrechte auf dem Gerät erforderlich. Um 1Password auch im betrieblichen Umfeld nutzen zu können, bietet Agile Bits den Unternehmen Abonnement-Modelle an.
Die Anwendung gestattet einen einfachen Im- und Export der Kontozugangsdaten im Daten-Tresor.
1Password lässt sich zur Zwei-Faktor-Authentifizierung (2FA) gegenüber Dritten (z. B. Web-Diensten und -Portalen) mittels zeitbasierten Einmalpasswörtern nutzen.
In der Version für Familien lassen sich bis zu fünf Gäste einladen, um Passwörter, Kreditkarten, sichere Notizen und anderes in einem gemeinsamen Bereich zu teilen.
2017 wurde ein Reisemode eingeführt, der es dem Anwender erlaubt, Informationen über ausgewählte Benutzerkonten nicht auf ein mobiles Gerät herunterzuladen, um bei Einreisekontrollen in fremde Länder den Behörden gegebenenfalls weniger Daten aushändigen zu müssen.

## Funktionsweise und Sicherheitsaspekte
Bei der Registrierung erstellt der Anwender ein 1Password-Konto auf 1Password.com oder 1Password.eu und wählt ein sicheres Master-Passwort, das den Passwort-Tresor schützt. Zur Verschlüsselung werden der AES-Algorithmus mit 256 bit Länge sowie PBKDF2-Hashes genutzt. Ein 32-stelliger Secret Key (dt. Geheimer Schlüssel) wird zusätzlich erzeugt. Ein sogenanntes Emergency Kit, das man als PDF herunterlädt, ausdruckt und um das persönliche Master-Passwort ergänzt, nennt den persönlichen Secret Key wie auch den Benutzernamen (die registrierte E-Mail-Adresse). Das Emergency Kit sollte an einem sicheren Ort, z. B. einem Bankschließfach, aufbewahrt werden.
Um eine mobile App mit dem persönlichen 1Password-Konto zu verbinden, scannt man mit der 1Password-App  den QR-Code auf dem Emergency Kit oder im Benutzerprofil in der Webanwendung. Dabei wird der Secret Key auf das mobile Gerät übertragen und gespeichert. Sollte der Anwender in die Situation kommen, über kein Gerät mehr auf seinen persönlichen Passwort-Tresor zugreifen zu können, so bleibt noch immer der Zugriff über die Webanwendung im Browser.
Nach eigener Aussage entsprechen die durch 1Password angebotenen Dienste in vollem Umfang der europäischen Datenschutz-Grundverordnung (DSGVO). Als kanadisches Unternehmen ist AgileBits Inc. nicht vom EU-US Privacy Shield betroffen, unterliegt aber dem kanadischen Datenschutzrecht.
Die Funktion Watchtower erlaubt es dem Benutzer, schwache, wiederverwendete oder kompromittierte Passwörter zu identifizieren und diese Probleme zu beheben.
Auch der Zugriff auf den 1Password-Daten-Tresor selbst lässt sich vermittels Zwei-Faktor-Authentifizierung schützen.
In etlichen Tests belegte 1Password 2020 aufgrund seiner Funktionalität, Bedienfreundlichkeit und Sicherheitsaspekte einen der vordersten Plätze. Kritisch angemerkt wird laut Stiftung Warentest anfangs 2020, dass 1Password keine durchgehend deutschsprachige Gebrauchsanleitung hat.
Während 1Password 7 noch lokale Tresore auf den eigenen Laufwerken (auch Dropbox) des Nutzers unterstützt, müssen Nutzer von 1Password 8 alle Daten in der Cloud des Herstellers ablegen. Dieser Verlust an Sicherheit wird kritisiert, der Hersteller bleibt jedoch bei seiner Entscheidung.

## Geschichte
Im Jahr 2019 ging 1Password eine Partnerschaft mit der Wagniskapitalgesellschaft Accel Partners ein, die 200 Millionen US-Dollar in einer Serie-A-Finanzierungsrunde investierte und eine Minderheitsbeteiligung erhielt. Dies war, vierzehn Jahre nach seiner Gründung, die erste Fremdkapitalbeteiligung in der Geschichte des Unternehmens und die größte Investition, die Accel bis dahin tätigte.
2021 übernahm 1Passwort das holländische Cybersecurity-Startup SecretHub. Zudem konnte das Unternehmen in einer zweiten Finanzierungsrunde 100 Millionen US-Dollar von verschiedenen Investoren einsammeln.
Im Januar 2022 erhielt 1Passwort weitere 620 Millionen US-Dollar aus einer dritten Finanzierungsrunde.